# Asociación Estadounidense del Corazón

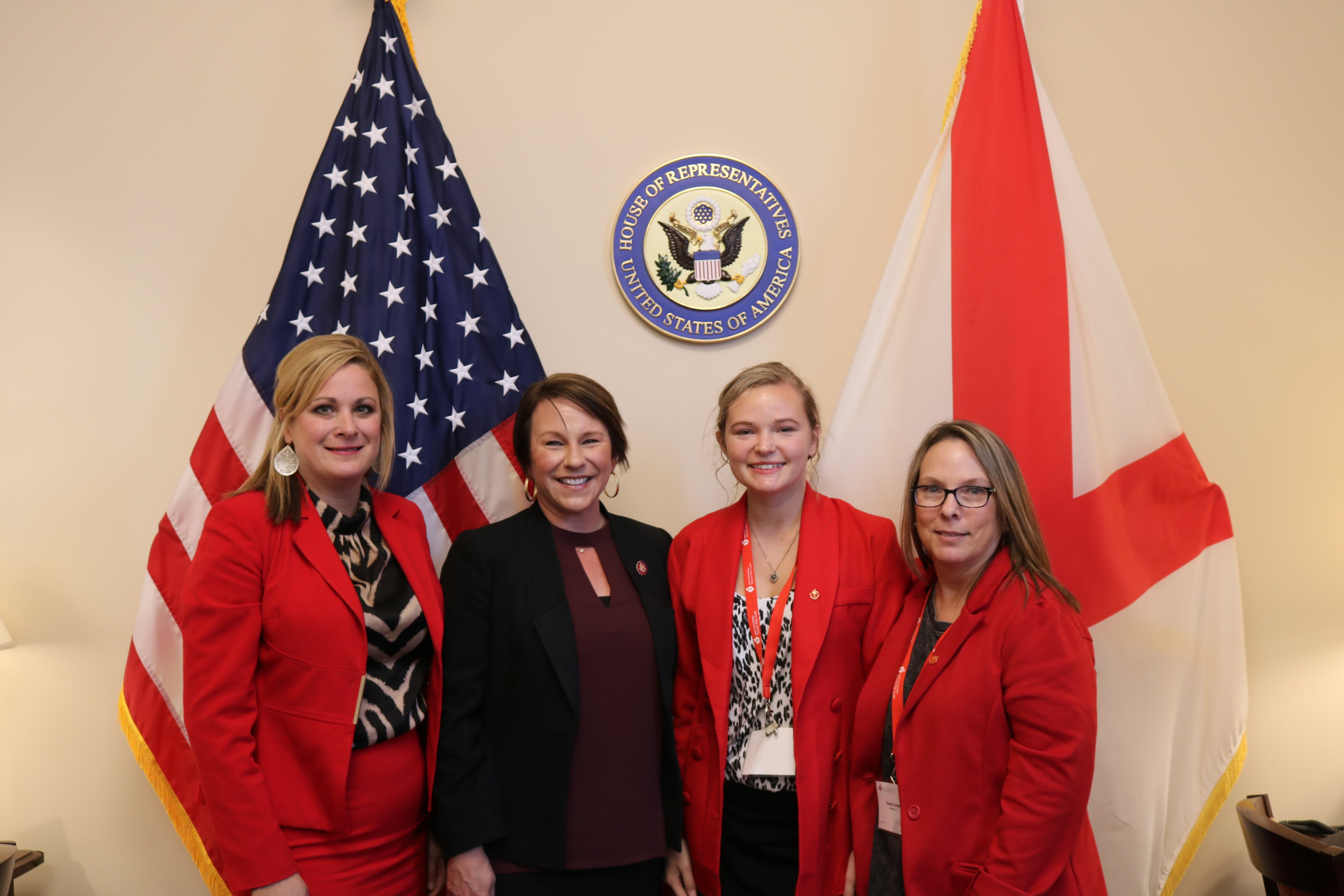
Martha Roby con representantes de la asociación estadounidense del corazón en Washington D. C.

La Asociación Estadounidense del Corazón (en inglés: American Heart Association, AHA) es el máximo referente científico en materia de cardiología en Estados Unidos. Debido a su volumen de publicaciones científicas, actualmente determina y define las directrices de los avances médicos en el ámbito de la cardiología a nivel nacional e internacional. 
La Asociación Estadounidense del Corazón es una organización sin ánimo de lucro norteamericana dedicada a la prevención y el alivio de las enfermedades del corazón, promoviendo el cuidado cardíaco adecuado para reducir las discapacidades y los fallecimientos causados por las enfermedades cardiovasculares y el accidente cerebrovascular.
La organización se fundó en 1924 en la ciudad de Nueva York. En la actualidad sus oficinas centrales se encuentran en Dallas, Texas. La Asociación Estadounidense del Corazón es una organización voluntaria nacional de salud cuya misión es: construir una vida más sana, libre de enfermedades cardiovasculares y accidentes cerebrovasculares.
La asociación es una organización de referencia para el estudio de las enfermedades cardiovasculares y la prevención de riesgos en esta área. La mayoría de los protocolos y las recomendaciones utilizadas en los Estados Unidos y en todo el mundo, se basan en gran parte en sus investigaciones y publicaciones.